# 国民議会 (イラク)
国民議会（こくみんぎかい、アラビア語: مجلس النواب العراقي, クルド語: ئه‌نجومه‌نی‌ نوێنه‌رانی‌ عيراقMajlis an-Nuwwāb al-ʿIrāqiyy）は、イラクの立法府。連邦議会と表記されることもある。
議員の任期は4年。定数は329で、そのうち女性に83議席、マイノリティに9議席（キリスト教5、マンダ教・ヤズィーディー・シャバク・フェイリクルド1ずつ）割り当てられている。

## 歴史
イギリス委任統治領メソポタミアであった1925年に憲法を制定し、両院制の議会を設置。1932年のイラク王国発足と共に正式に国会となった。下院は普通選挙、上院は国王による任命制であった。
1958年に発生した7月14日革命により王国が滅亡、議会も廃止された。
バアス党政権の下、1970年に新憲法が採択。国民議会が発足した。
2003年、イラク戦争の勃発とサッダーム・フセイン政権の追放により、2004年に暫定議会選挙を執行し、暫定国民議会が発足。
2005年、新憲法発足に伴い、一院制の国民議会が発足した。

## 会派
| 会派                               | 参加政党                                                                                           | 獲得議席 |
| ---------------------------------- | -------------------------------------------------------------------------------------------------- | -------- |
| サーイルーン                       | サドル運動 イラク共産党など                                                                        | 54       |
| ファタハ連合                       | バドル旅団 アル・サーディクーンブロック イスラム道徳党 イラク・イスラム革命最高評議会 国家改革運動 | 48       |
| 勝利連合                           | イスラーム・ダアワ党アバーディ派 イラク国民会議 アター運動 イラク市民運動など                      | 42       |
| クルディスタン民主党               | | 25       |
| 法治国家連合                       | イスラーム・ダアワ党サドル派 イスラーム・ダアワ党マーリキー派 チュルク語族イスラム連合など         | 25       |
| ワタニーヤ                         | イラク国民協和党など                                                                               | 21       |
| 国民神学運動                       | 市民連合 (イラク)                                                                                  | 19       |
| クルディスタン愛国同盟             | | 18       |
| 革新団結連合                       | 開発・刷新国民運動 アル・ハドバ党 イラクイスラム党など                                             | 14       |
| アンバールは我々のアイデンティティ | | 6        |
| ゴラン                             | ゴラン党                                                                                           | 5        |
| 新世代                             | | 4        |
| 諸派                               | | 24       |
| マイノリティ枠                     | | 9        |
| 合計                               | | 329      |